# Slava Zàitsev
Slava Zàitsev (Ivànovo (Rússia), 2 de març de 1938 - Sxólkovo (óblast de Moscou, Rússia), 30 d'abril de 2023), de nom complet Viatxeslav Mikhàilovitx Zàitsev (en rus: Вячеслав Михайлович Зайцев) és un dissenyador de moda rus, de gran projecció internacional, i artista polifacètic.

## Inicis
Zàitsev va néixer en una família humil, fill de Mikhaïl Iàkovlevitx Zàitsev i Maria Ivànovna Zaitseva. El pare va ser víctima de les purgues de Stalin i empresonat en un camp de concentració. La mare havia de tirar endavant la família rentant roba i netejant cases. Quan Slava va acabar el batxillerat va ser rebutjat per estudiar a l'acadèmia industrial, a l'escola de teatre i a l'escola de formació de pilots pel fet de ser fill d'un enemic del poble.
El 1952 va ésser admès a la Facultat d'Arts Aplicades de la Universitat d'Ivanovo, on va començar a interessar-se per la confecció i va rebre la titulació d'artista tèxtil, graduant-se amb honors el 1956. Aquell any es va traslladar a Moscou per estudiar a l'Institut Tèxtil i esdevenir, el 1962, llicenciat en pintura i disseny. Durant aquesta època va casar-se amb Marina Vladimirovna Zaitseva, el 1959, i va néixer el seu fill Iegor Viatxeslavovitx Zàitsev, l'any següent.

## Època soviètica
Aviat va anar assolint popularitat a la Unió Soviètica però les dificultats de comunicació amb l'exterior no van permetre-li gaire difusió internacional. El febrer de 1963, la revista francesa Paris Match es va fer ressò, per primera vegada a l'exterior, de les seves col·leccions i la qualitat del seu treball.
El 1965 fou nomenat cap de disseny de la Casa de la Moda de Tota la Unió. En un viatge a Moscou l'abril d'aquell any, Pierre Cardin, Marc Bohan i Guy Laroche van conèixer l'obra de Zàitsev i la van elogiar a bastament qualificant-lo del Dior roig. A partir d'aquest moment algunes de les seves col·leccions es van poder exhibir fora de l'URSS.
El 1978 va començar a treballar pel seu compte. El 1982 va convertir el seu estudi en la Московский Дом Моды Вячеслава Зайцева (Casa de la Moda Moscovita de Viatxeslav Zàitsev), coneguda popularment com a Dom Modi i va convertir-se en el primer modista amb permís per posar el seu nom a la seva producció, sota el règim soviètic.

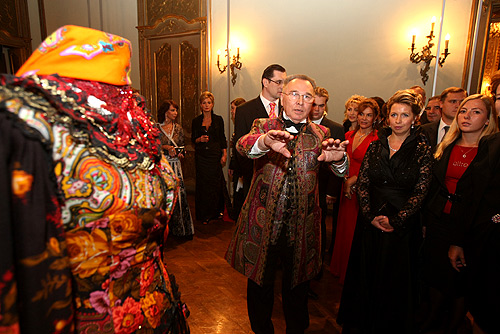
Slava Zàitsev mostrant una de les seves creacions a l'esposa del president rus Medvédev, a Milà, el 2008

## Època post-soviètica
Amb l'arribada de la perestroika, la seva fama internacional es va consolidar definitivament. El 1987 es presentà a Nova York i el 1998 a París. El 1999 fou nomenat Home de l'Any en el Món de la Moda per la Maison de Couture francesa.
Després de la caiguda de la Unió Soviètica, amb les privatitzacions de la nova Rússia, va prendre les regnes de la seva empresa, amb més de 500 treballadors, i va convertir-se en el proveïdor dels nous plutòcrates russos. Al mateix temps, la seva clientela de personatges famosos internacionals va anar augmentant. El 1992 va treure al mercat el perfum Maroussia, en col·laboració amb la firma francesa L'Oréal.

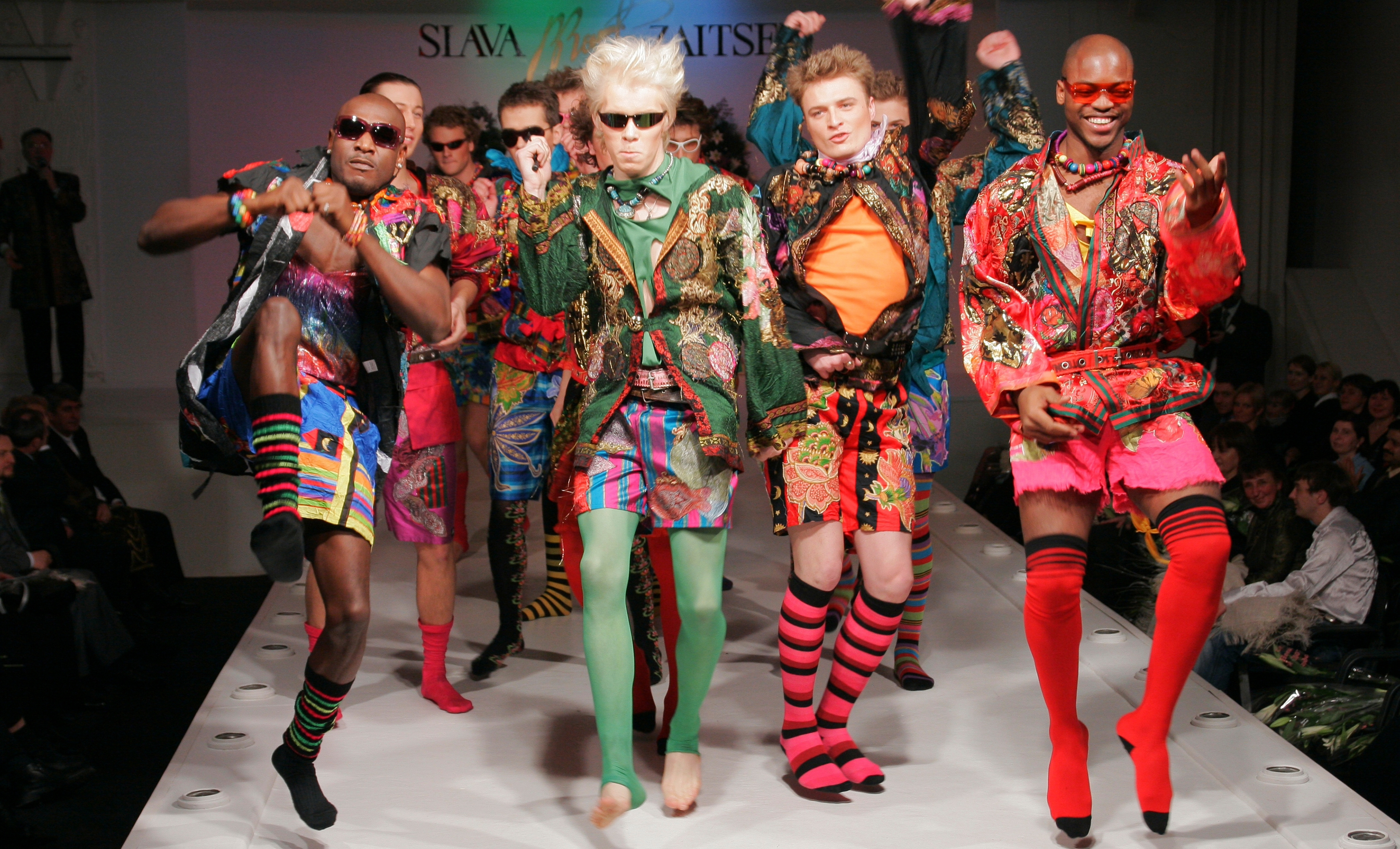
Una de les presentacions de Zàitsev a Moscou, el 2007

## Estil
Encara que Zaitsev reconeix la seva inspiració en els dissenyadors Coco Chanel, Christian Dior, Gianfranco Ferré i Hubert de Givenchy, les seves creacions mostren una gran influència dels estils i elements tradicionals russos i eslaus, però amb gran predilecció pels tocs exòtics i multicolors, que demostren el seu domini de l'art pictòrica.